# 盖朗厄尔教堂
蓋朗厄爾教堂（挪威語：Geiranger kyrkje）是一座位於挪威默勒-魯姆斯達爾郡斯特蘭達市鎮蓋朗厄爾村的路德宗堂區教堂，因其地處蓋朗厄爾峽灣的盡頭而聞名。該堂屬於默勒教區的蓋朗厄爾堂區。現今的蓋朗厄爾教堂是一座白色的八角形木制教堂，由建築師漢斯·克里普（Hans Klipe）重建于1842年，內設124个座位。

## 歷史
盖朗厄尔教堂現存最早的歷史記錄只能追溯到1589年，但教堂的前身可能早在15世紀就已建成。該教堂的前身是蓋朗厄爾峽灣地區的第一座教堂，最初由木板搭建，尺寸很小，寬約6公尺（20英尺），長約17公尺（56英尺），建成一段時間之後又增加了一個木結構的聖壇和教堂門廊。1742年，舊教堂被拆除，兩年後（1744年）又在原址建起了一座新的木製十字形教堂。根據教會記錄，1841年7月2日，教區內一名一直以「正直敬虔」著稱的52歲聾啞男子在此縱火，使教堂毀於一旦。次年（1842年）7月16日，教堂在同一地點重建完成，並於同年8月28日舉行祝聖儀式。新建的教堂為八角形，教堂中心的屋頂上有一座塔樓。在教堂重建一百週年之際，教堂裡新增了一幅以耶穌安慰病人為主題的祭壇木雕畫。這幅畫由哈拉爾德·布倫（Harald Brun）於1902年繪製，由木雕師艾納爾·弗萊達爾（Einar Flydahl）雕刻。

## 畫廊

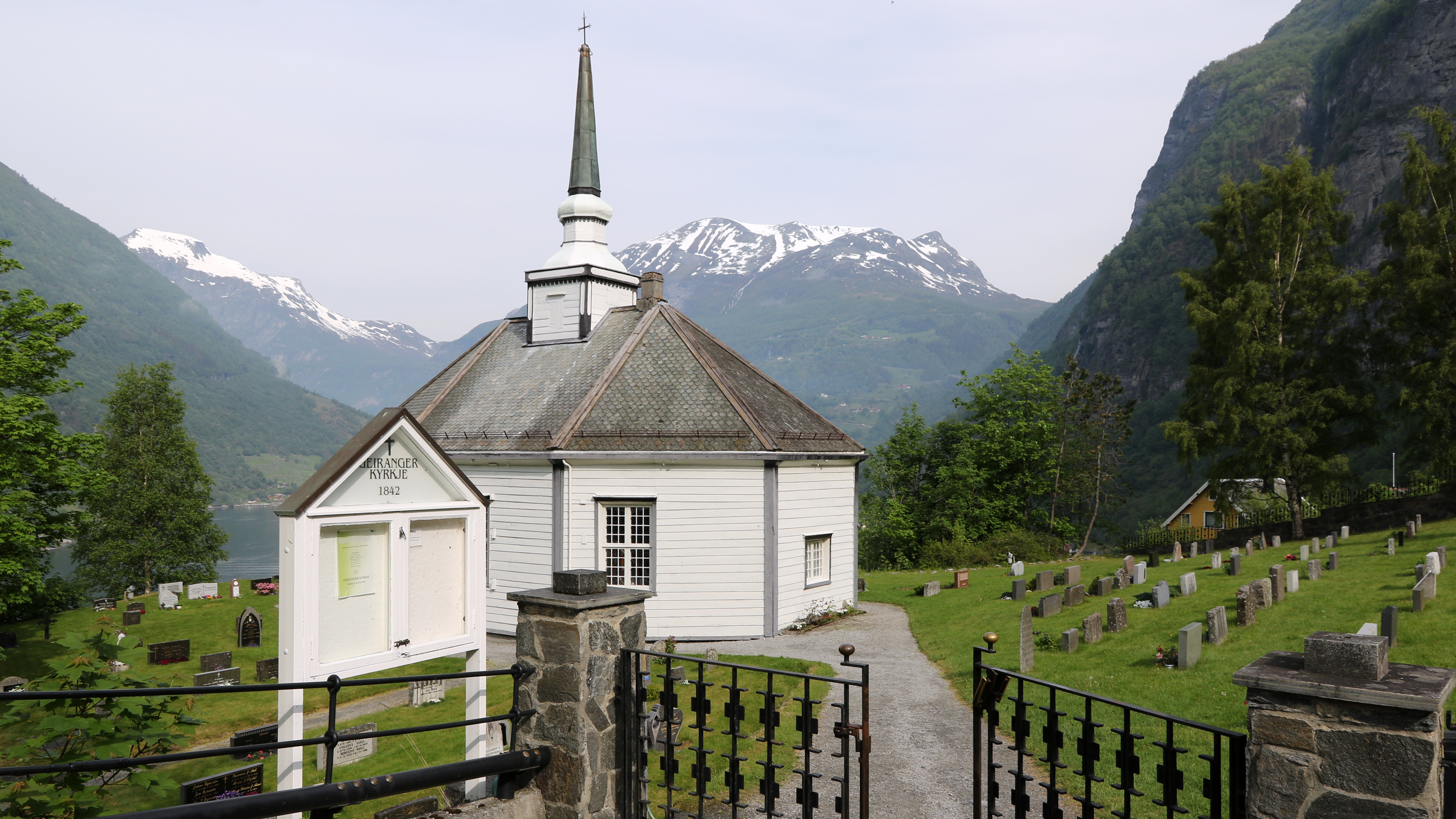
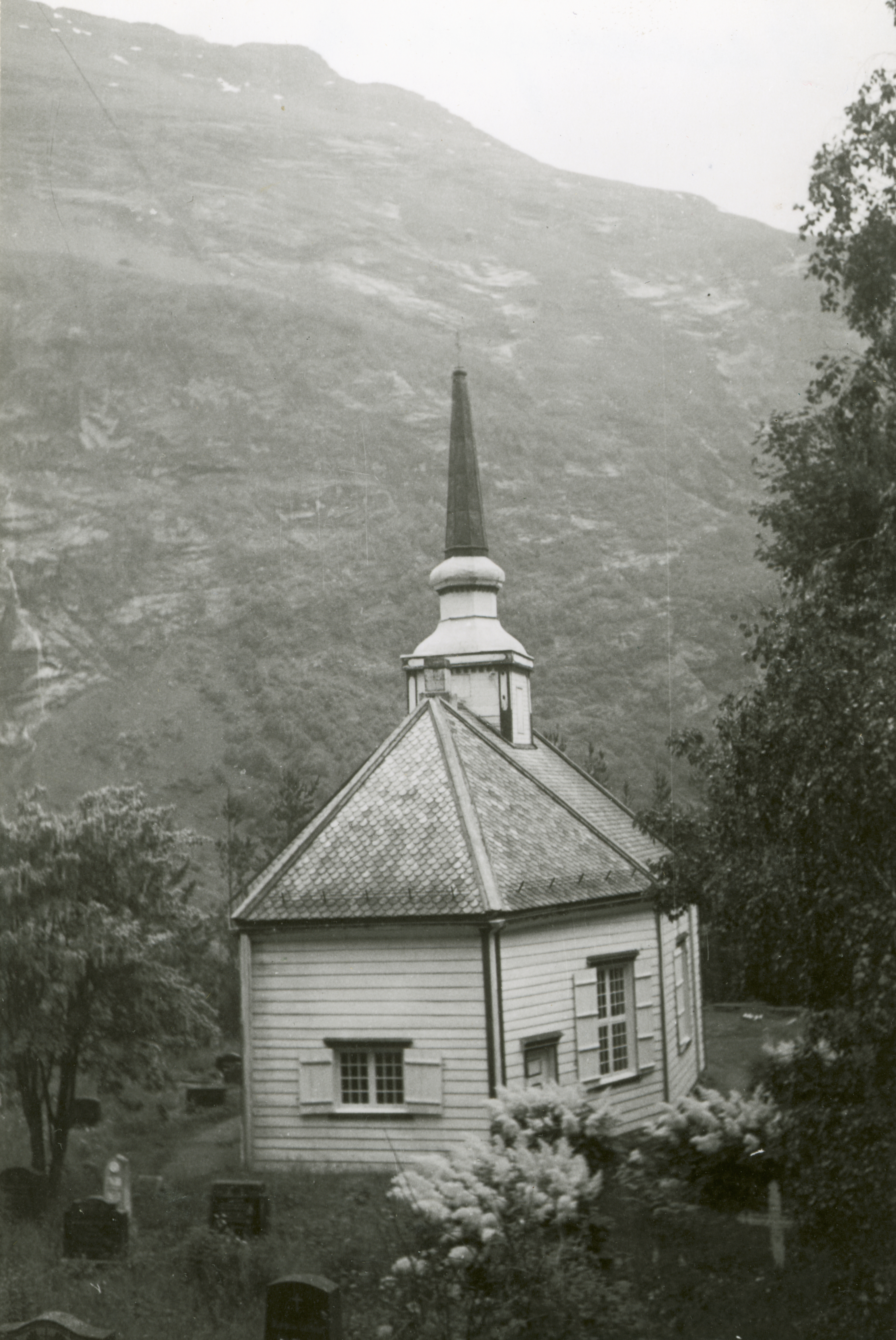
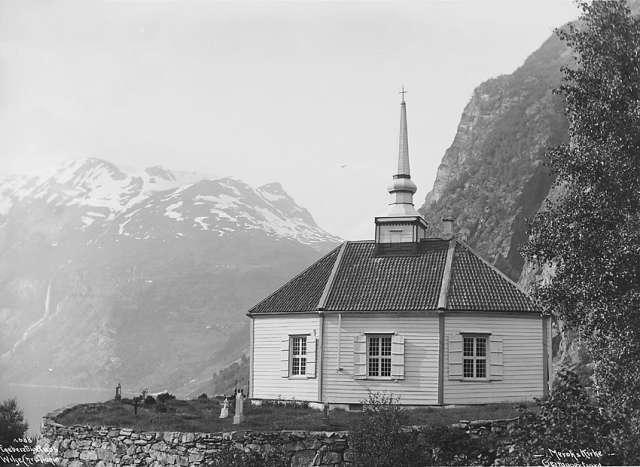